# Simone Herberger
Simone Herberger (geboren 1962) ist eine deutsche Juristin und Richterin. 2017 wurde sie zur Richterin am Verfassungsgerichtshof des Freistaates Sachsen gewählt.

## Beruflicher Werdegang
Simone Herberger studierte Rechtswissenschaften in Berlin.
Ab 1988 war sie Richterin am Kreisgericht Karl-Marx-Stadt/Süd. 1991 wurde sie in den sächsischen Justizdienst übernommen, 1994 zur Richterin am Amtsgericht ernannt und 2000 dort zur weiteren aufsichtsführenden Richterin befördert. In den folgenden Jahren war sie an das Oberlandesgericht Dresden abgeordnet. 2003 wurde sie Vorsitzende Richterin am Landgericht Chemnitz. Dort saß sie zunächst der Jugendkammer vor, seit 2008 führt sie den Vorsitz des Schwurgerichts.
Seit 1998 ist sie Mitglied des Landesjugendhilfeausschusses und seit 2004 Mitglied des Präsidialrates. 2016 schlug der Sächsische Richterverein sie erneut für die Wahl zum Präsidialrat der ordentlichen Gerichtsbarkeit vor.
2008 wählte der Landtag sie zum stellvertretenden Mitglied des Verfassungsgerichtshofs. Im Dezember 2017 wurde Simone Herberger dann vom Sächsischen Landtag zum Mitglied des Verfassungsgerichtshofs des Freistaates Sachsen gewählt. Die Amtszeit beträgt neun Jahre.

## Verfahren
2018 griff ein Syrer in Chemnitz einen Deutschen mit einem Messer an und verletzte ihn tödlich. Das Landgericht Chemnitz unter Vorsitz von Simone Herberger verurteilte 2019 den Angeklagten wegen Totschlags und gefährlicher Körperverletzung zu neuneinhalb Jahren Freiheitsstrafe. Die Verteidigung warf der Kammer Befangenheit vor und ging in Revision. Das Urteil wurde mit Beschluss vom 14. April 2020 - 5 StR 14/20 - des fünften Strafsenats des Bundesgerichtshofs in Leipzig im Mai 2020 bestätigt. In der Folge der Straftat war es zu Ausschreitungen gekommen. Äußerungen des damaligen Präsidenten des Bundesamtes für Verfassungsschutz Hans-Georg Maaßen zu den Vorfällen führten dazu, dass dieser in den einstweiligen Ruhestand versetzt wurde.
Aufsehen erregte 2021 ein Verfahren, in dem eine 67-jährige Frau für den 2003 geschehenen Mord an ihrem Ehemann zu lebenslanger Haft verurteilt wurde. Das Schwurgericht unter Vorsitz von Simone Herberger sah es als erwiesen an, dass die Frau ihrem Ehemann Schlafmittel ins Essen gemischt und ihm dann Cognac und Desinfektionsmittel eingeflößt hatte.